# RijnWaalpad

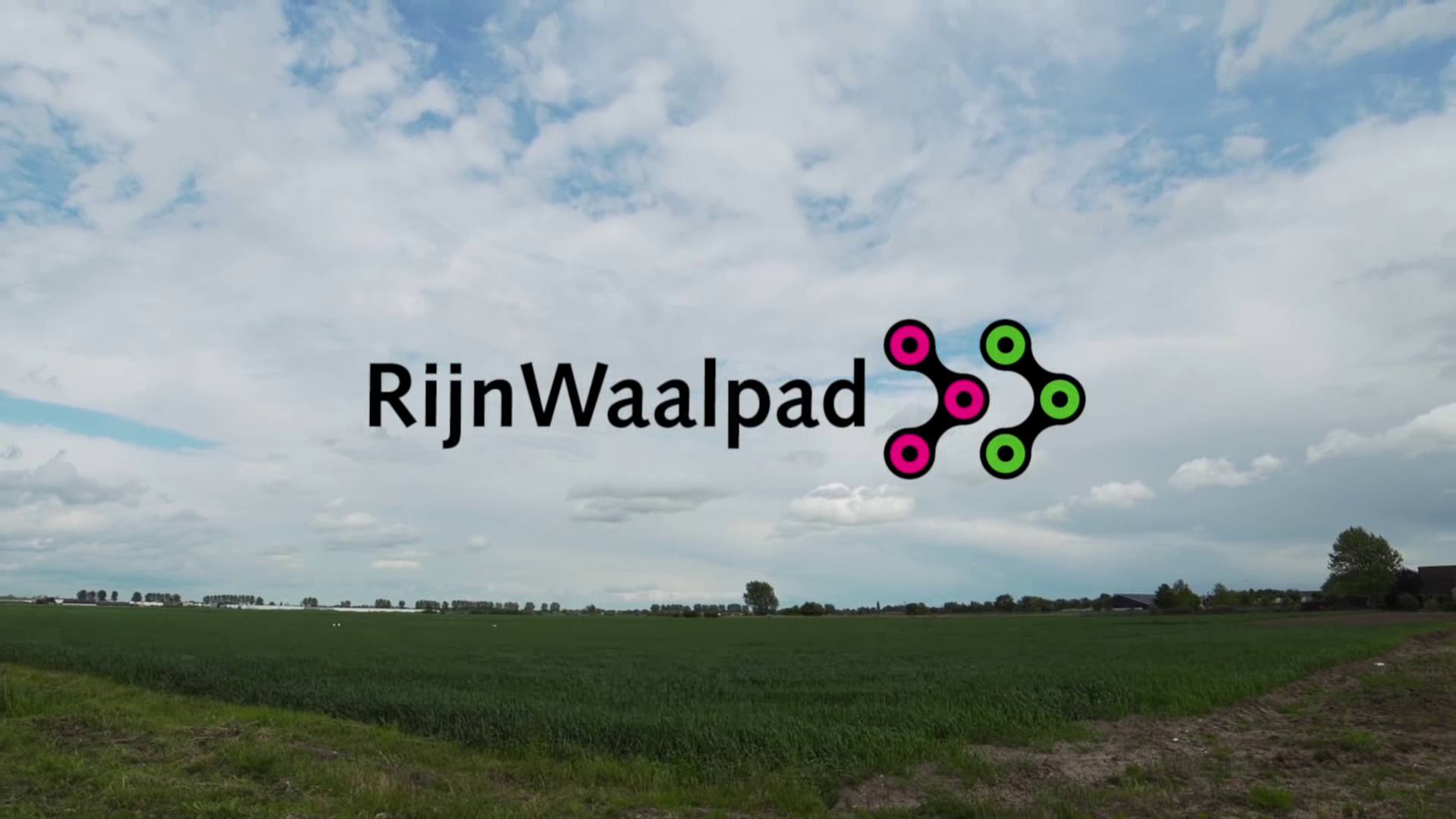
Logo da RijnWaalpad.

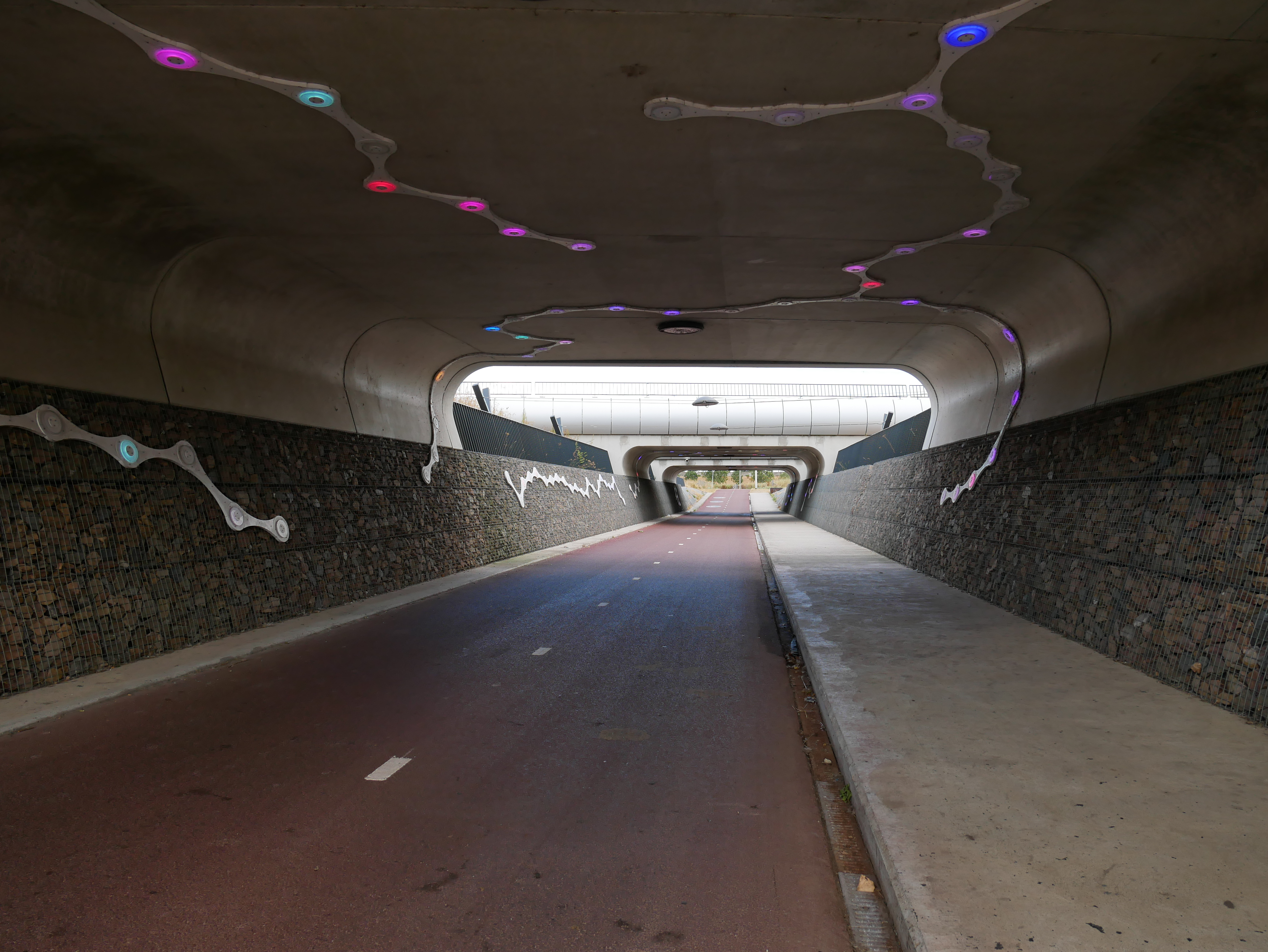
Instalação de luzes em um tunel que passa por baixo da rodovia A15, parte da rota ciclistica rápida F325.

A RijnWaalpad (F325) é uma rota ciclística rápida, localizada na província neerlandesa de Guéldria. O percurso consiste em uma ligação entre as cidades de Arnhem e Nijmegen, com uma extensão de 15,8 quilômetros. Em operação desde 3 de julho de 2015, custou um total de 16 milhões de euros, e tem como objetivo prover um percurso alternativo para transitar entre as cidades supracitadas. O nome oficial da rota é F325, nomeada após a rodovia A325, que encontra-se próxima do percurso.

## Início das obras
Em 2010, obras ocorreram em parte da rodovia N325, e durante esse período houve uma ideia para a criação de uma rota ciclística entre as cidades de Arnhem e Nijmegen, com o objetivo de ajudar a descongestionar a rodovia. Essa ideia levou à criação da RijnWaalpad, que, de planejamento a abertura, demorou 5 anos para ser concluída. Participaram da construção da rota o governo da Guéldria, a região Arnhem-Nijmegen e municipalidades adjacentes; Rijkswaterstaat e Prorail contribuíram com a construção de pontes e túneis, o serviço nacional de sinalização contribuiu com a sinalização, e instituições educacionais e companhias de grande porte ajudaram com a promoção da rota. Em 3 de julho de 2015, a rota foi aberta.

### Incentivo ao uso rota
No desenvolvimento e construção da ciclovia, houve esforços à respeito do marketing, comunicação e inovação na rota. Na fase de planejamento, houve uma competição para decidir o nome da rota, na qual residentes das áreas adjacentes puderam participar. O objetivo dessa competição foi para aumentar a consciência local sobre a rota. O aplicativo "Bicycle Buddy" foi desenvolvido, que recompensa ciclistas à usar o percurso. As municipalidades também envolveram companhias locais para aumentar o uso da ciclovia.

### Iluminação
A rota é iluminada com lâmpadas em forma de correntes de bicicleta. No total, se encontram 134 postes desse tipo, custando um total de 190 mil euros. Essa iluminação torna a rota mais reconhecível. No túnel sob a rodovia A15, é possível encontrar uma instalação de luzes led em forma de correntes de bicicleta. Essas luzes podem ser mudadas de cor por meio do aplicativo "Bicycle Buddy". Por meio dele, usuários que passam pelo túnel tem a oportunidade de escolher cores, tendo mais opções disponíveis de acordo com o número de vezes que frequentam o local. Isso funciona como uma forma de recompensar o ciclista por usar essa ciclovia.